# 爪哇蓝子鱼
爪哇蓝子鱼（学名：Siganus javus）为輻鰭魚綱蓝子鱼科蓝子鱼属的鱼类，卡爾林奈 (Carl Linnaeus)於1766年首次正式將本種描述為Teuthis javus，其模式產地位於印尼爪哇附近，分布于斯里兰卡、马来半岛、日本、印度尼西亚、澳大利亚、台湾岛以及中国南海等海域，棲息深度2-20公尺，本魚體呈橢圓形且側扁，前鼻孔有一個小三角形瓣，向後延伸前鼻孔和後鼻孔之間距離的一半，背鰭前面有一個向前指向的脊柱，嵌入頸背，整體顏色為灰色，下半身逐漸變白，但臉頰和嘴唇呈黃色，頭部和上體有大量小白點，中下側有不規則的蜿蜒條紋，尾鰭大部分黑色，背鰭、臀鰭和腹鰭有金色的刺和鰭條，而鰭膜可能是暗色或金色，胸鰭是金色，背鰭硬棘13枚、背鰭軟條10枚、臀鰭硬棘7枚、臀鰭軟條9枚、脊椎骨13個，體長可達53公分，棲息在珊瑚礁區、潟湖，以藻類為食，可做為食用魚及觀賞魚，背鰭、臀鰭和腹鰭的棘上有凹槽，其中含有毒腺。

## 扩展阅读
維基物種上的相關：爪哇蓝子鱼